# The Tyra Banks Show
The Tyra Banks Show is een Amerikaans praatprogramma, gepresenteerd door Tyra Banks en gedistribueerd door Warner Bros. Television. Het programma gaat over verschillende onderwerpen maar er is een beduidende hang naar actuele onderwerpen over dingen waar vrouwen tegenaan lopen. Er worden ook beroemdheden geïnterviewd, en lijkt vrij veel op de vroege afleveringen van The Oprah Winfrey Show, waarmee het programma dan ook wordt vergeleken. Onder de slogan "Every woman has a story" laat Banks ook veel zien uit haar eigen kindertijd en puberteit.
Het programma wordt uitgezonden in meerdere landen en is ook beschikbaar op het XM Satellite Radio kanaal Take Five in de Verenigde Staten en in Canada. De talkshow wordt in Nederland uitgezonden op RTL 5.
Op 28 mei 2010 werd de show voor het laatst in Amerika uitgezonden.